# Rubén Ayala
Rubén Hugo Ayala Zanabria (Santa Fe, 1950. január 8. – ) argentin válogatott labdarúgó.

## Pályafutása

### Klubcsapatban
Pályafutását 1969-ben a San Lorenzo csapatában kezdte, melynek tagjaként 1972-ben argentin bajnoki címet szerzett. 1973-ban az Atlético Madrid szerződtette. Új csapatával bejutott az 1974-es bajnokcsapatok Európa-kupájának döntőjébe, ahol 5–1-es összesítéssel alulmaradtak a Bayern Münchennel szemben. 1976-ban spanyol kupát, 1977-ben spanyol bajnoki címet szerzett az Atlético játékosaként. Ezt követően Mexikóba igazolt, előbb a Club Jalisco (1979–1980), majd a CF Atlante (1980–1984) csapatában játszott.

### A válogatottban
1969 és 1974 között 25 alkalommal szerepelt az argentin válogatottban és 11 gólt szerzett. Részt vett az 1974-es világbajnokságon. A Haiti elleni csoportmérkőzésen ő szerezte az argentinok harmadik gólját.

### Edzőként
Miután befejezte játékos pályafutását edzősködni kezdett Mexikóban, ahol több csapatnál is megfordult. A Pachucaval két bajnoki címet szerzett segédedzőként (2001 Invierno, 2003 Apertura). 

## Sikerei, díjai
San Lorenzo
- Argentin bajnok (1): 1972 (Metropolitano)

Atlético Madrid
- BEK-döntős (1): 1973–74
- Spanyol bajnok (1): 1976–77
- Spanyol kupa (1): 1975–76
- Interkontinentális kupa győztes (1): 1974

## Külső hivatkozások
- Rubén Ayala – a FIFA adatbázisában
- Rubén Ayala adatlapja a National-Football-Teams.com oldalon (angolul)

- Rubén Ayala (angol nyelven). FootballDatabase.eu
- Rubén Ayala (spanyol nyelven). Mediotiempo.com. [2018. május 7-i dátummal az eredetiből archiválva]. (Hozzáférés: 2018. május 7.)